# Louisa Horton
Louisa Horton (Pekín, China, 10 de septiembre de 1920 - Nueva Jersey, Estados Unidos, 25 de enero de 2008), llamada de casada Louisa Horton Hill, fue una actriz estadounidense de cine, teatro y televisión.

## Biografía
Nacida de Jeter Rice y Frances Breckinridge (de soltera, Steele) en Pekín, China su padre era un oficial del Cuerpo de Marines de los Estados Unidos. De pequeña viajó junto con sus padres a Haití y posteriormente al área metropolitana de Washington D. C., donde se crio toda su adolescencia.

## Carrera
Si bien tuvo una extensa trayectoria en la pequeña pantalla, fue en el cine donde se destacaron sus más íntimos e intrigantes papeles.
Horton hizo su debut en la película de 1948 en el papel de Ann Deever en la película All My Sons, basada en la obra de Arthur Miller Todos eran mis hijos, de 1947, y dirigida por Irving Reis. Otras películas en las que destacó fueron  Alice, Sweet Alice, de 1976, y, del mismo año, Swashbuckler, con James Earl Jones y Robert Shaw.
También debutó en el teatro en Broadway en 1946 desempeñando el papel principal en la comedia romántica , Voice of the Turtle. Pero fue el papel de la madre de una lesbiana la que la relanzó a la popularidad en la obra de 1989, The Blessing.
En sus roles dramáticos en televisión destacan The Chevrolet Tele-Theatre (1948), The Philco Television Playhouse (1949), Suspense (1949/1950), The Ford Theatre Hour (1950/1951), Lights Out (1951/1952), Robert Montgomery Presents (1953), The Philip Morris Playhouse (1953), Kraft Television Theatre (1948/1957). Su última aparición fue en la serie de 1963 Los defensores.

### Filmografía
- All My Sons (1948) ..... Ann Deever
- Walk East on Beacon! (1952) ..... Sra. Elaine Wilben
- A String of Beads (1961) ..... Ruth Harmon
- Lights Out (1972)
- Swashbuckler (1976) ..... Sra.  Barnet
- Alice, Sweet Alice (1976) ..... Dra. Whitman
- Everyday Heroes (1990) ..... Bess Hagerson

## Vida personal
Se casó con el director de cine George Roy Hill en 1951, luego de que ambos se conocieran en una obra teatral de Shakespeare. Juntos tuvieron cuatro hijos, George, John, Frances y Owens, y se divorciaron en 1970. 
Louisa Horton falleció el 25 de enero de 2008 por causas naturales en la Fundación Casa de Actores Lillian Booth, en Englewood (Nueva Jersey), a los 87 años.